# Бе-12
Бе-12 «Чайка» (изделие «Е») — советский противолодочный самолёт-амфибия (летающая лодка).
По кодификации НАТО: Mail
На момент создания являлся самым большим серийным самолётом-амфибией в мире. 

## История создания
Самолёт Бе-12 создавался в период 1956 — 1965 гг. в опытном конструкторском бюро под руководством Г. М. Бериева, официальное название предприятия: ГС ОЗ № 49, открытое наименование – «п/я 31».

### Кратко про создание ПЛО в СССР
До 1955 года авиация ВМФ СССР не имела в своём составе узкоспециализированного противолодочного самолёта.
Несмотря на опыт ВМВ, где ПЛ активно и успешно применялись всеми противоборствующими сторонами, в СССР поиском ПЛ занимались патрульные самолёты МА типа МБР-2, «Каталина», а после войны эту функцию возложили на летающие лодки Бе-6 и на зарождающуюся вертолётную авиацию. При этом практически никакого специального оборудования для поиска ПЛ создано не было, а в качестве вооружения использовались глубинные бомбы ПЛАБ-100, принятые на вооружение ещё в 1940 году (Постановление Комитета обороны при СНК СССР «О принятии на вооружение ВВС Военно-Морского Флота противолодочных авиационных бомб „ПЛАБ-100“» от 18 июля 1940 года).
Интенсивное развитие подводных сил в США и начало серийного строительства ПЛ с атомными энергетическими установками, создание новых самонаводящихся торпед и ракетно-ядерного оружия значительно повысило боевые возможности подводных сил вероятного противника СССР. Возникла серьёзнейшая проблема, требовавшая скорейшего государственного решения.
Самым сложным при создании противолодочных сил оказалась разработка средств обнаружения ПЛ.
Лодку предполагалась обнаруживать по следующим демаскирующим признакам: по магнитному полю, по тепловому следу и по шумам, издаваемыми механизмами лодки.
Так началась разработка тепловизоров, магнитометров и гидроакустической аппаратуры.
Первый в СССР специальный магнитометр начал разрабатываться в 1949 в году в ОКБ-857 Минавиапрома и получил индекс МОП-51 «Чита». Его развитием стал магнитометр АПМ-56.
Первой принятой на вооружение гидроакустической системой с радиоканалом стала радиогидросистема РГС «Баку» (1952 год). Система состояла из самолетного приёмного автоматического радиоустройства СПАРУ-55 «Памир» и возимого на борту самолёта комплекта из 18 сбрасываемых радиогидробуев одноразового применения РГБ-Н «Ива». СПАРУ-55 – это радиоприемник УКВ диапазона частот 49,2 – 53,4 МГц с шаговой автоматической перестройкой на 18 фиксированных частот (каналов), снабженный автоматическим радиокомпасом для вывода самолетов на привод по месту работающего передатчика буя. Классификация принятой на борту самолета информации от буев производилась оператором при их прослушивании. РГБ «Ива»  состояли из корпуса с парашютной системой, в котором помещались передатчик информации с усилителем, источники питания и  механизм затопления буя после отработки. В качестве акустического приемника шумов моря применялся отделяемый от корпуса буя гидрофон, который после приводнения буя отделялся и повисал на кабеле на глубине 18 метров.
В качестве носителей оборудования ПЛО рассматривались стоявшие тогда на вооружении самолеты Ту-4, Ту-2 и Бе-6. Результатом конкурсных работ стал выбор летающей лодки Бе-6, которая имела достаточную грузоподъёмность и внутренние объёмы для размещения оборудования, в то же время Бе-6 не имела внутреннего отсека для оружия и её эксплуатация имела выраженную сезонную зависимость — в зимний период эти лодки не летали и ставились на хранение. Тем не менее в 1953 году один самолёт Бе-6 был переоборудован в самолёт ПЛО и проходил испытания на Черноморском флоте. Испытания аппаратуры «Баку» показали её пригодность для поиска ПЛ и в начале 1954 года был подписан «Акт» об испытаниях, а в 1955 году РГС «Баку» была принята на вооружение авиации ВМФ (1959 году из имевшихся в боевом составе авиации ВМФ 95 самолетов Бе-6 40 были переоборудовали в противолодочный вариант).

### Разработка Бе-12
В 1956 году вышло Постановление ЦК КПСС и Совмина СССР от 28 марта 1956 г. № 424-261 «О разработке противолодочного и поисково-спасательного самолета с двумя турбовинтовыми двигателями НК-4Ф» со сроком предъявления на совместные испытания в третьем квартале 1958 г., которое предусматривало создание специального самолёта для борьбы с ПЛ, компоновка которого изначально предусматривала размещение на борту противолодочного оружия и поисковой аппаратуры. Проработками будущего самолёта занимался отдел предварительного проектирования под руководством А. К. Константинова. Полноразмерный макет самолёта был построен в ноябре 1957 года.
При выборе силовой установки специалистами ОКБ Бериева были выбраны два варианта турбовинтовых двигателей — это НК-4 конструкции Н. Д. Кузнецова и АИ-20 конструкции А. Г. Ивченко. После сравнительных испытаний был выбран АИ-20 как более надёжный. Ещё перед создателями самолёта возникла проблема автономного энергоснабжения самолёта на плаву и запуска двигателей. В результате специально для него был разработан автономный энергоузел — вспомогательная силовая установка АИ-8.
В 1958-1960 гг. филиалом 30-го ЦНИИ МО была проведена комплексная НИР «Вяз», в результате которой подготовлены предложения по вооружению авиации ВМФ системами поражения ПЛ.
По результатам первого этапа на рассмотрение ВМФ и ВВС были представлены четыре самолетных и две вертолетные системы поражения подводных лодок: ближний противолодочный самолет на базе создаваемого самолета-амфибии в КБ Бериева; дальний противолодочный самолет с амфибийным носителем многоцелевого назначения; дальний противолодочный самолет с носителем на базе пассажирского самолёта Ил-18; система дальнего радиолокационного обнаружения запуска и полета баллистических ракет для уничтожения ПЛАРБ в момент старта; базовая вертолетная система с амфибийным носителем; корабельная вертолетная система поражения подводных лодок. По итогам работы выдано задание на изменение характеристик самолета-амфибии Бе-12, который к 1960 году уже находился в стадии постройки опытного образца, и ТТТ на дальний противолодочный самолет Ил-38.
В 1959 году были готовы чертежи для первого экземпляра самолёта «Е». Самолёт строился на опытном производстве ОКБ, окончательная сборка велась на заводе №86 в Таганроге.
30 июля 1960 года самолёт был построен и передан для заводских испытаний. Первый полёт был выполнен 18 октября 1960 года. Первый экипаж: командир корабля, лётчик-испытатель П. П. Бобро, второй лётчик-испытатель В. Г. Панькин, штурман В. П. Антонов, радист В. П. Перебайлов. Первый техник самолёта — С. И. Кондратенко.
Испытания прототипа были приостановлены для демонстрации. 9 июля 1961 года самолёт представлен советской общественности и иностранным военным обозревателям на авиационном параде в Тушино (вместе с прототипом противолодочного вертолёта Ка-25).
После парада и перелёта назад в Таганрог с 19 июля 1961 года начались совместные с заказчиком испытания, по результатам которых было установлено, что самолёт в целом удовлетворяет требованиям заказчика, но требуются дополнительные изменения в конструкции, в частности, перестановка двигателей выше на крыло.
24 октября 1964 года опытный самолёт потерпел катастрофу и затонул в акватории Азовского моря, экипаж частью погиб (в живых остались второй лётчик Панькин и радист Перебайлов).
Второй опытный самолёт был готов только в 1962 году. Он получил более жёсткое крыло и высоко поднятые двигатели. Изменился состав и размещение оборудования, отказались от палубной пушечной установки, были изменены брызгоотражатели. Государственные испытания самолёта были закончены 20 апреля 1965 года.

### Рекорды
На специально подготовленном «рекордном» самолёте Бе-12 установлено 42 официально зарегистрированных мировых рекорда. В документах FAI машина была заявлена как М-12.

## Производство[5]
Всего за годы производства с 1960 по 1973 год было построено 143 Бе-12, из них один стенд для статических испытаний (№ 0Е) и два опытных самолёта для лётных испытаний (№№ 1Е б/н 12 красный и 2Е б/н 14 красный).
Первый самолёт 1Е №12 потерян в катастрофе.
Самолёт 2Е № 14 использовался с начала и до завершения Государственных совместных испытаний 20 апреля 1965 года, после чего был переделан в опытный поисково-спасательный Бе-14. В дальнейшем передан для эксплуатации в 49-ю ОПЛАЭ ДД аэр. Коса.
Серийное производство самолётов было организовано на Таганрогском авиационном заводе № 86 имени Г. М. Дмитрова, с 1963 по 1973 год. Первый серийный самолёт № 4600201 изготовлен 12 декабря 1963 года. Последний серийный самолёт № 3602802 изготовлен в июне 1973 года.
Первые два самолёта с бортовыми номерами № 20 и № 21 были переданы на аэродром Очаков в мае 1965 года и предназначались для обучения лётного состава, а уже 15 июля 1965 г. к изучению нового самолёта приступил 318-й ОПЛАП ДД авиации ЧФ, аэр. Донузлав (п. Мирный, 25 км к западу от г. Евпатория). Этот полк стал лидерным по эксплуатации Бе-12 не из-за большой необходимости поиска подлодок в Чёрном море, а из-за сложности применения самолёта и близости к разработчику и изготовителю.
Для отработки практического применения противолодочных средств на Чёрном море был организован морской полигон между мысами Опук и Чауда (побережье малонаселённой территории на юге Керченского полуострова). Этот же полигон использовался противолодочными самолётами 3-го Управления ГК НИИ ВВС СССР с аэродрома Кировское.
Всего был изготовлен 141 серийный самолёт Бе-12, серии от 02 до 30, которые поставлялись в пять боевых авиационных подразделений морской авиации СССР.
Четыре самолёта (№№ 9601701, 0601801, 0601802 и 0601803, г.в. 1969-1970) были переданы в морскую авиацию Демократической республики Вьетнам (Решение от 1979 года). Обучение вьетнамцев началось 17 января 1980 года и закончилась через год. Первые два самолёта морем перевезли на вьетнамскую базу Камрань, где они были собраны и облётаны.
В противопожарную модификацию переоборудовано четыре самолёта №№ 8601004, 9601404, 0601704, 2602505, все числились за ТАНТК Бериева.
Бе-12П-200 переоборудован один самолёт № 8601301 рег. № RA-00046 в 1996 году.
При разделе ВВС черноморского флота Украине было передано 14 самолётов.

## Конструкция
Конструктивно самолёт построен по схеме высокоплана с крылом типа «чайка», двумя турбовинтовыми двигателями АИ-20Д серии 3 (серии 4) на крыле и вспомогательной силовой установкой ТГУ-АИ-8 в корме. Фюзеляж выполнен в виде двухреданной лодки глиссерного типа и двухопорным убирающемся шасси с хвостовым колесом.
Фюзеляж представляет собой двухреданную лодку с днищем переменной килеватости. Вся конструкция состоит из 10 отсеков, восемь из которых водонепроницаемы от низа до высоты 3,3 метра. Каркас лодки состоит из 73 шпангоута, стрингерного набора и работающей обшивки. Непотопляемость гарантируется при повреждении и затоплении двух любых отсеков. Реданы обеспечивают уменьшение величины смоченной поверхности днища и бортов лодки. Первый редан облегчает изменение угла дифферента лодки на разбеге и выход на самый выгодный угол атаки крыла. Второй редан, образованный изломом днища в кормовой части лодки, обеспечивает выход на первый редан. Днище лодки имеет переменную килеватость.
В носовой части лодки расположены рабочие места штурмана и лётчиков, в средней части фюзеляжа сразу за центропланом — место радиста. Входные двери для экипажа, расположенные в носовом отсеке и в хвостовой части, открываются внутрь, что облегчает покидание гидросамолёта в случае его затопления. Для выхода лётчиков на фюзеляж на потолке имеются два сдвижных люка. Снизу у штурмана имеется аварийный люк.
Фюзеляж и кабины не герметичны, поэтому высота полёта самолёта ограничена 8000 метров.
В средней части фюзеляжа, между шпангоутами № 31-43, расположен грузовой отсек с двумя люками — верхним и нижним, закрываемыми створками с механизмом привода от гидромоторов. Створки имеют пневматические шланги герметизации. На бортах средней части лодки впереди редана, между шпангоутами № 22-26 сделаны ниши для уборки основных опор шасси.
Крыло двухлонжеронное трапециевидной формы, кессонной конструкции. Поперечное V средней части составляет 20 градусов, консоли имеют отрицательный угол в — 1,5 градуса. Кессон образован двумя лонжеронами, верхней и нижней панелями. Крыло набиралось из профилей с относительно большой толщины, что обеспечивало полет на малых скоростях..
Такая форма крыла позволяет максимально удалить двигатели от водной поверхности и предотвращения их заливания водой при взлётах и посадках. Механизация крыла — однощелевые закрылки.
Для управления по крену применяются элероны с триммерами.
В крыле имеется восемь отсеков под мягкие топливные баки (в центроплане) и два герметичных бака-отсека в кессонах средней части. На нижней поверхности хвостовых отсеков крыла находятся посадочные фары, на концевых - бортовые аэронавигационные огни. На нижней поверхности средней части крыла расположены узлы крепления балочных держателей, на левой плоскости установлен контейнер для морских ориентирных бомб ОМАБ.
К консолям крыла на пилонах крепятся неубирающиеся в полёте однореданные поплавки опорного типа с плоскокилеватым днищем. Поплавки разделены на пять отсеков. При прямом положении лодки (на ровном киле) и осадке менее 1,4 м между поплавком и водной поверхностью остается небольшой зазор. Во избежание зарывания поплавков носом в воду на разбеге и пробеге их установили под углом 5 град, к нижней строительной горизонтали (касательная к килю первого редана).
Поэтому угол дифферента поплавков всегда на 5 град, больше чем у лодки, которая при нормальном полётном весе имеет дифферент на корму, равный 2 град.
Хвостовое оперение - это несущие поверхности, обеспечивающие продольную и путевую устойчивость и управляемость самолёта, состоит из стабилизатора с углом поперечного V = 5,5 градуса и рулями высоты, и двумя вертикальными килями (килевые шайбы), развёрнутые вправо на 2 градуса для компенсации реактивного момента воздушных винтов. Такая схема обеспечивала обдув килей, стабилизатора и рулей потоком от воздушных винтов, что повышало их эффективность. На верхней части рулей направления установлены якорные огни и огни сигнализатора воды в отсеке.
Управление - система управления самолётом штурвальная безбустерная со смешанной проводкой. В кабине лётчиков установлены две рулевые колонки и двойные педали управления. Усилия на командных рычагах снижаются с помощью триммеров и сервокомпенсаторов, установленных в каналах крена и курса. Полет в автоматическом режиме обеспечивает автопилот. Для управления водорулем служит бустер, соединённый тросовой проводкой с рулями направления (используется только для полетов с воды, при полете с сухопутного аэродрома водоруль отключается). Управление закрылками дистанционное, электромеханическое, привод от гидромотора.
Морское оборудование.
Для маневрирования на плаву за задним реданом имеется водяной руль, с приводом от гидравлического агрегата. При полётах с сухопутного аэродрома руль блокируется в нейтральном положении.
Морское оборудование размещено в кабине штурмана и включает бортовую лебёдку, якорь адмиралтейского типа весом 19 кг с расчётной держащей силой 250—300 кг. Кроме того, имеются запасной якорный трос, два плавучих якоря, два складных стопорных крюка, линеметательное устройство с концом, сигнальные флажки, мегафон.
Палубный и якорный люки в передней части лодки предназначены для выполнения штурманом операций, связанных с постановкой самолёта на бочку (обычно поплавок — цилиндрической формы, устанавливается на мёртвых якорях) или на якорь, со взятием катером на буксир. Вблизи правого люка расположены причальные утки (двурогая фигурная планка для крепления снастей небольшого диаметра) для удержания плавсредств, причаливающих к самолёту. Для базирования на необорудованной акватории имеется якорное устройство. В отсеках самолёта размещаются ручные водооткачивающие насосы, пластыри и другое оборудование для устранения последствий пробоин.
Кабина экипажа.
Экипаж состоит из четырёх человек — командира корабля, правого лётчика, штурмана и радиста. В носовой части расположены рабочие места лётчиков и штурмана, в средней части фюзеляжа располагается радист. Для входа-выхода в самолёт в носовой и кормовой частях фюзеляжа справа имеются две двери. При аварийной ситуации во время полёта штурман покидает самолёт через носовой люк, при этом его кресло вываливается вниз вместе с люком; радист покидает самолёт через заднюю входную дверь с пневмоприводом, а оба лётчика катапультируются вверх.
Рабочие места экипажа оборудованы кислородной системой. Кресло штурмана установлено на рельсах и может разворачиваться в сторону боковых приборных панелей. В случае покидания самолёта в воздухе кресло штурмана выпадает через носовой аварийный люк. Катапультируемые кресла лётчиков размещены на подвижных каретках.
Шасси самолёта двухопорное, с хвостовым колесом. Основные стойки убираются в ниши фюзеляжа по бортам, хвостовое колесо в отсек за вторым реданом. Амортизация стоек — газомасляная. Система торможения снабжена антиюзовой автоматикой.
Главные опоры шасси - одностоечные и состоят из амортизационной стойки с установленным на полуоси тормозным колесом, фермы, V-образного подкоса и замков выпущенного и убранного положений.
Хвостовая опора - рычажного типа, убирается в специальную нишу и закрывается двумя створками. Состоит из амортизатора, траверсы, V-образного подкоса, системы управления поворотом хвостового колеса, нетормозного колеса и замка убранного положения опоры.

Основные стойки имеют по одному колесу размером 1450×520, хвостовое колесо 950×350.
Гидросистема состоит из основной и запасной. Работу основной системы, предназначенной для выпуска и уборки шасси, закрылков, створок грузолюка, привода стеклоочистителей, торможения колёс, поворота водяного руля и хвостового колеса обеспечивают два гидронасоса типа 435Ф, установленные на двигателях. В запасной системе, предназначенной для основного и аварийного торможения колёс, а при необходимости — для уборки и выпуска шасси, закрылков, управления водорулём, используется электроприводной насос типа 465К. Рабочее давление в системе составляет 150 кг/см², рабочая жидкость  - АМГ-10. Обе системы закрытого типа, с наддувом гидробаков.
Топливная система из 12 крыльевых и одного фюзеляжного бака, при полной заправке 8600 кг авиационного керосина Т-1, Т-2 или ТС. Также в грузоотсек можно поставить два дополнительных бака на 1980 л (1380 кг). Баки № 3 и № 4 в кессонных частях центроплана являются расходными и снабжены электрическими подкачивающими насосами. В расходные баки топливо поступает из остальных баков самотёком. Заправка самолёта производится централизовано под давлением или через верхние заправочные горловины и обеспечивает приём топлива как на земле, так и на плаву от специально оборудованных танкеров. Заправка на плаву осуществляется при движении танкера и самолёта в кильватерном строю. Узел заправки топливом на плаву расположен в носовой части лодки по правому борту. Имеется система аварийного слива топлива в полёте, система позволяет в полёте слить до 5000 литров топлива за 6 минут.
Пневмосистема обеспечивает аварийное покидание самолёта, наддув оборудования (радиоблоков), открытие и герметизацию крышек люков и дверей. С её помощью открывается люк штурмана, отстопоривается штурвал, откатываются крышки фонаря лётчиков, открывается крышка контейнера лодки ЛАС-5М-3. Запас воздуха обеспечивается центральным баллоном и электроприводным компрессором 1080А, создающим давление 150 и 55 кг/см². Электропроводной компрессор включается периодически до 20% времени полёта. На самолёте обеспечивается низкая влажность воздуха за счёт наддува радиоэлектронного оборудования, гидробаков и шлангов герметизации.
Противообледенительная система
Противообледенительная система воздушно-теплового типа применяется для борьбы с нарастанием льда на крыльях, оперении и воздухозаборниках двигателей.
Горячим воздухом обогреваются носки воздухозаборников, входной направляющий аппарат, носки центроплана, средние и консольные части крыла, стабилизатор, кильшайбы и др.. Электрический обогрев установлен на стёклах кабины лётчиков и штурмана, лопастях винтов, обтекателях втулок винтов (коков), приёмниках воздушного давления и другое.
Противопожарное оборудование состоит из системы сигнализации о пожаре и системы автоматического пожаротушения (с возможностью ручной активации) — на каждый двигатель по 4 баллона с фреоном первой и второй очереди тушения в подкапотном пространстве и по два баллона — тушение во внутренней полости двигателя. В отсеке фюзеляжа между шпангоутами 26-36 установлены только датчики ССП, а тушение возгорания производится ручными переносными огнетушителями. Для предотвращения взрывов топливных баков при прострелах и повреждениях на самолёте имеется система нейтрального газа. Запас углекислоты хранится в пяти баллонах.
Системы жизнеобеспечения
Кабина самолёта негерметична. Система кондиционирования и вентиляции регулирует температуру воздуха в кабинах, горячий воздух отбирается от двигателей. При полётах на высоте свыше 4000 метров экипаж использует кислородную систему. Запас газообразного кислорода хранится в 20 баллонах типа Ш-20. Имеются парашютные кислородные приборы КП-27М у лётчиков, КП-23 — у штурмана и радиста.
Система аварийного покидания и спасения
Самолёты Бе-12 оборудованы двумя (только для лётчиков) катапультными креслами КТ-1 (от Ту-16) с телескопическим стреляющим механизмом. С кресел сняты бронеспинки и установлена система принудительного отделения лётчика от кресла. В связи с тем, что на Бе-12 члены экипажа штатно экипируются в морские спасательные костюмы МСК-3М (в отличие от Ту-16, на которых использование МСК не предусмотрено конструктивно), на креслах смонтирован объединённый разъём коммуникаций ОРК-2. В каждом кресле имеется лодка МЛАС-1 с аварийной радиостанцией Р-850 и носимым аварийным запасом (НАЗ).

## Силовая установка
Для самолёта со скоростью полёта 550 км/ч, рассчитанного на большую дальность и продолжительность полёта оптимальными, по своей экономичности, являлись турбовинтовые двигатели.
Двигатели АИ-20Д третьей серии устанавливались на самолётах до № 9601504, затем ставились двигатели 4-й серии.
Маршевые двигатели устанавливаются в гондолах и крепятся с помощью ферм к переднему лонжерону крыла. Боковая, передняя и задние крышки капота двигателя в открытом положении обеспечивают свободный доступ ко всем навесным агрегатам двигателя, а также служат технологическими площадками для обслуживания двигателя как в аэродромных условиях, так и в открытом море. Двигатель АИ-20Д с.3 (и последующих серий) имеет эквивалентную мощность — 5180 л. с., что при суммарной тяге двух двигателей обеспечивает тяговооружённость около 0,3.
Двигатель оборудован командно-топливным агрегатом и регулятором шага винта, что обеспечивает постоянство оборотов турбины 12300 об./мин. и частоту вращения воздушного винта 1075 об./мин., кроме режимов малого газа. Двигатель оборудован сложной системой автофлюгирования — по отрицательной тяге, по крутящему моменту, принудительное флюгирование лопастей винта от флюгерного маслонасоса, аварийная система флюгирования лопастей винта сжатым азотом, установка лопастей на промежуточный упор, гидравлический фиксатор шага винта на случай падения давления масла за регулятором оборотов винта.
Также двигатели самолёта оборудованы системой торможения воздушного винта на земле (на воде), связанного с рычагами стоп-кранов.
Для запуска двигателя требовалось большое количество электроэнергии, обеспечить которое аккумуляторные батареи были не в состоянии. Запуск двигателя от наземных источников лишало гидросамолёт автономности при эксплуатации в открытом море. Эту проблему решила установка на борт вспомогательная силовая установка АИ-8, которая обеспечивала многократные запуски двигателей и снабжение бортовых потребителей электроэнергии при автономном базировании на плаву или на необорудованных аэродромах.
Турбогенераторная установка АИ-8 служит для запуска двигателей и электропитания самолётных систем на стоянке. Она расположена в 7-м отсеке фюзеляжа, забор воздуха для её работы осуществляется из фюзеляжного пространства, в районе входного устройства смонтирована заслонка с пневмоприводом. Выхлоп двигателя производится через отверстие в левом борту фюзеляжа.

## Состав оборудования
Система электроснабжения — источники постоянного тока: четыре стартер-генератора СТГ-12ТМО-1000 на двигателях, турбогенераторная установка ТГУ-АИ-8 с генератором ГС-24А, две аккумуляторные батареи 12 САМ-28.
Источники переменного тока — два генератора однофазного тока СГО-12МО на 115 В, 400 Гц. Вспомогательные источники электроэнергии — два преобразователя, которые могут использоваться при неработающих двигателях. Электросистема переменного тока 36 В 400 Гц имеет два электромашинных преобразователя. На самолёте везде применена однопроводная система — за исключением хвостовой части, где система двухпроводная, чтобы обеспечить лучшие условия для работы магнитометра. Система электроснабжения с переменным однофазным и трёхфазным током применяются для питания блоков целевого оборудования и вооружения.
Пилотажно-навигационное оборудование
Автопилот АП-6Е, ПНС «Путь-1C», автоматический навигационный прибор AHП-1B-1, централь скорости и высоты ЦСВ-1, центральная гировертикаль ЦГВ-5, курсовая система КС-4В.
Радионавигационное оборудование
Автоматический радиокомпас АРК-11, радиосистема ближней навигации РСБН-2С, радиокомпас АРК-У2, радиовысотомер малых высот РВ-УМ, оборудование маркерной системы посадки СП-50, доплеровский измеритель путевой скорости и угла сноса ДИСС-1.
Радиооборудование обеспечивает беспоисковую и бесподстроечную радиосвязь с наземными радиостанциями и другими самолётами, выход самолёта на аварийную радиостанцию и связь с потерпевшими бедствие.
Состав радиооборудования типовой для подобного класса машин: передатчик Р-807, радиоприёмник УС-9ДМ, командные УКВ и ДЦВ радиостанции, аварийные радиостанции Р-850 (Р-851) и Р-855У, бортовой звукозаписывающий магнитофон МС-61Б, СПУ, радиовысотомер малых высот, автоматический радиокомпас, УКВ-радиокомпас и так далее.
Фотооборудование — ручной неавтоматический аэрофотоаппарат (для фотографирования объекта с рук через застеклённые бортовые люки), фотоприставка (для фотографирования и наблюдения за экраном индикатора РЛС), аппараты с дистанционным управлением ( для фотоконтроля результатов сброса грузов через грузолюк) и съёмного аппарата ( для дневной маршрутной аэрофотосъемки, а также для фотоконтроля результатов сброса грузов с подкрыльевых держателей).
Противолодочное оборудование — поисково-прицельная система ППС-12, в составе: РЛС «Инициатива-2Б», прицельно-вычислительное устройство ПВУ — С-1 («Сирень-2М»), система «Баку» (самолётное приёмное устройство СПАРУ-55 с панорамным приёмоиндикатором ПП-1), магнитометр АПМ-60 (АПМ-60Е). Для визуального бомбометания был предназначен ночной коллиматорный прицел НКПБ-7. Основным источником информации о подводной обстановке являются радиоакустические буи. В поисковом варианте на самолёт можно подвесить до 90 буев, в поисково-ударном 36.

## Вооружение
Вооружение состоит из противолодочных бомб, включая ядерные, торпед, мин. Всего возможно 24 варианта вооружения. Нормальная боевая нагрузка имеет массу 1500 кг, перегрузочная 3000 кг (за счёт уменьшения количества топлива).
Самолёт несёт средства поиска и поражения как во внутреннем отсеке, так и на наружной подвеске.
На самолёт могут загружаться пассивные ненаправленные буи трёх типов: РГБ-Н («Ива»), РГБ-НМ («Чинара») и РГБ-НМ-1 («Жетон»), а также противолодочные бомбы ПЛАБ-50 и ПЛАБ-250-120, учебные бомбы УПЛАП-50, противолодочная торпеда АТ-1 (АТ-1М), в дальнейшем более совершенная УМГТ-1 «Орлан».

### Ударный вариант Бе-12
Часть самолётов Бе-12 дорабатывалась для применения подводного ядерного заряда 5Ф48, представляющего собой неуправляемую парашютную бомбу. Этот вариант самолёта получил название Бе-12СК (где буквы «СК» обозначают тему «Скальп»). Впоследствии на самолёты могли подвешиваться более совершенные боеприпасы.

## Эксплуатация[8]

### Начало эксплуатации
Переучивание противолодочных частей на Бе-12 поэтапно проводилось в период с 1965 по 1970 год в 33-м Центре боевого применения и переучивания ВВС ВМФ в городе Николаеве. Для обучения был сформирован отряд гидросамолётов, который в 1964 году вошёл в состав 555-го вертолётного полка на военном аэродроме города Очаков. В 1967 году 555-й полк был переименован в противолодочный смешанный авиационный полк (исследовательско-инструкторский), в составе которого была сформирована 2-я смешанная эскадрилья на Бе-12 и Ан-2.
Учебные полёты выполнялись как с аэродрома Центра — Кульбакино, так и с аэродрома Очаков и с воды — гидроаэродром озеро Донузлав.
Переучивались:
—318-й отдельный противолодочный Констанцкий Краснознамённый авиационный полк дальнего действия, гидроаэродром Донузлав. В 1965 году началось переучивание на Бе-12 лидерной 3-й АЭ. Полностью переучивание полка продолжалось по 1970 год.
—403-й отдельный противолодочный авиационный полк Северного флота, г. Североморск, аэродром Сафоново-1; обучение по 1968 год
—122-я отдельная противолодочная эскадрилья Тихоокеанского флота, аэропорт Елизово
—289-й отдельный дальний противолодочный авиационный полк Тихоокеанского флота, аэродром Николаевка, переучивание с декабря 1968 года
—17-я отдельная противолодочная эскадрилья Балтийского флота, г. Балтийск, аэродром Коса. Переучивание в 1970 году, в 1971 году эскадрилья переформируется в 49-ю Таллинскую Краснознаменную орденов Ушакова и Нахимова отдельную противолодочную авиационную эскадрилью дальнего действия.

### Окончание эксплуатации
В 1992 году Приказом ГК ОВС СНГ № 144 самолёт Бе-12 был снят с вооружения, с продолжением эксплуатации машин в частях до выработки ресурса.
Черноморский флот. 318-й ОПЛАП ДД был расформирован в 1995 году (директива ГШ ВМФ №730/1/0495 от 07.08.1995 г.) Самолёты Бе-12 были разделены между Украиной и Россией. Из остатков полка сформирована 327-я отдельная противолодочная эскадрилья, которая с аэродрома Донузлав перебазировалась на аэродром Кача. На АС Кача за последующие годы несколько раз проводилась реорганизация, Бе-12 продолжают эксплуатироваться (это единственный гарнизон МА в РФ, где остались летающие Бе-12). Аэродром Донузлав разграблен, в настоящее время не функционирует.
Северный флот. 403-й ОПЛАП ДД в 1993 году слит с 24-й ОПЛАП на АС Североморск-1. Аэродром Североморск-2 в 1998 году закрыт, впоследствии разграблен, самолёты Бе-12 утилизированы.
Тихоокеанский флот. В 1993 году 77-й противолодочный полк ДД на Ил-38 формально расформирован, самолёты и почётные наименования переданы соседнему 289-му полку, фактически самолёты-амфибии Бе-12 сняты с вооружения и поставлены на хранение на аэродроме Николаевка, в эксплуатации остаются Ил-38, также в полк перевели вертолётную эскадрилью с аэродрома Новонежино.  317-й смешанный авиационный полк в Елизово реформируется, эскадрилья ПЛО переучивается на Ил-38 в 444-м ЦБП и ПЛС, Бе-12 поставлены на хранение. В 1998 году все Бе-12 на ТОФ списаны и поэтапно утилизированы.
Балтийский флот. 49-я ОПЛАЭ в 1995 году перебазирована на аэродром Храброво, аэродром Коса брошен, впоследствии разграблен. Через год 49-я эскадрилья слита с  397-й ОТАЭ и преобразована в 316-й Таллинский Краснознаменный орденов Ушакова и Нахимова отдельный смешанный авиационный полк, вторая АЭ в полку летает на Бе-12. В 1998 году полк свернули в транспортную эскадрилью — 398-ю ОТАЭ, 2-я ПлАЭ ликвидирована, Бе-12 и единственный Бе-14 поэтапно утилизированы.

## Тактико-технические характеристики
- Длина, м: 30,1
- Высота, м: 7,4
- Размах крыла, м: 30,2
- Площадь крыла, м: 99
- Двигатели: Тип: ТВД АИ-20Д
- Мощность, л. с.: 2×5180
- Взлётная масса, кг: 36 000
- Масса пустого, кг: 24 000
- Масса топлива, кг: 9000
- Масса боевой нагрузки, кг: 3000
- Максимальная скорость, км/ч: 550
- Скорость патрулирования, км/ч: 320
- Взлётная скорость, км/ч: 210
- Скорость набора воды, км/ч: 95
- Практический потолок, м: 12 100
- Максимальная дальность полёта, км: 4000
- Тактический радиус действия (при нахождении в районе 3 ч), км: 600—650
- Мореходность, баллы: 3
- Разбег, м: 1200
- Пробег, м: 1100
- Нормальная боевая нагрузка, кг: 1500
- Перегрузочная боевая нагрузка, кг: 3000

## Модификации

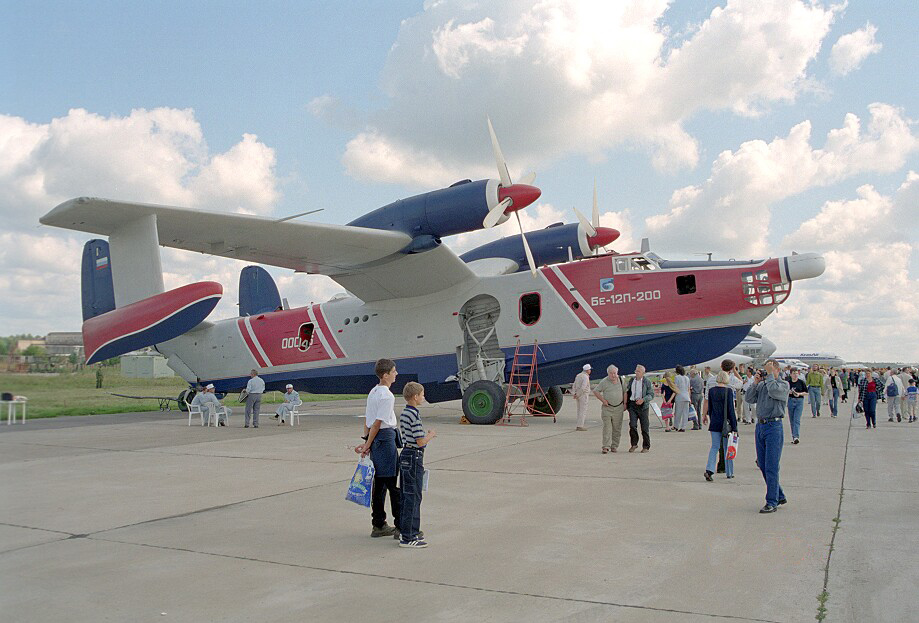
Бе-12П-200, 2011 год

| Название модели                    | Краткие характеристики, отличия. |
| ---------------------------------- | --- |
| Бе-12 (изделие «Е»)                | Базовая серийная модель с противолодочной системой ППС-12, включающей РГС «Баку», магнитометр АПМ-60Е, РЛС «Инициатива-2Б», прицельно-вычислительное устройство ПВУ-С «Сирень-2»; буи РГБ-Н «Ива», РГБ-НМ «Чинара» и буи системы «Беркут» РГБ-1. Вооружение: торпеды АТ-1, глубинные бомбы, мины. |
| Бе-12Н (изделие «ЕН»)              | Модификация с усовершенствованным ППО: магнитометр АПМ-73С, РЛС «Инициатива-2БН», многоканальное приёмное устройство «Нара», прицельно-вычислительное устройство «Нарцисс», возможность использовать РГБ-2 системы «Беркут». 27 самолётов было переоборудовано на Евпаторийском АРЗ. |
| Бе-12П (изделие «ЕП»)              | Противопожарная модификация, четыре самолёта было переоборудовано силами ОКБ, первый самолёт потерян в аварии в 1992 году. Самолёт мог взять до 6 тонн воды. Самолёты периодически использовались при тушении пожаров на всей территории страны: в Якутии, Ставропольском, Красноярском, Хабаровском крае; Иркутской, Ростовской обл; на Сахалине, Чукотке, в Крыму, с 1993 по 2000 год. |
| Бе-12П-200                         | Одна опытная машина №8601301 была переоборудована силами ОКБ из противолодочного в противопожарный вариант по программе создания самолёта Бе-200. Затем работала в Авиалесоохране по тушению пожаров. Утилизирована. |
| Бе-12ПС (изделие «ЗЕ»)             | Поисково-спасательный вариант. 10 самолётов построено на заводе №86, два самолёта переоборудованы на опытном производстве ОКБ и ещё два переоборудованы силами войсковых частей на месте дислокации. |
| Бе-12СК (изделие «ЕСК»)            | Модификация — носитель ядерного боеприпаса 5Ф-48 «Скальп». В дальнейшем переоборудован для применения более компактного заряда, также мог возить в грузовом отсеке 29 буев. |
| Бе-12НХ (народно-хозяйственный)    | Транспортно-пассажирская модификация Бе-12, в 1992 году, были переоборудованы три машины силами ОКБ. Два самолёта эксплуатировались на Курильских островах, где были потеряны в авариях к 1993 году. Одна машина так и осталась на аэродроме в Таганроге. |
| Бе-12ФС (изд. ЕФС)                 | Один опытный самолёт с двигателями АИ-20ДК. |
| Бе-12И (проект)                    | Вариант самолёта для проведения различных исследований. Проект не реализован. |
| Бе-12ЭКО (проект)                  | Вариант самолёта для проведения экологического мониторинга. Проект не реализован. |
| Бе-14 (изделие «2Е»)               | Опытный поисково-спасательный вариант, один самолёт. Работы по самолёту велись в соотв. с Постановлением ЦК КПСС и Совета министров СССР №28-110 от 2 марта 1962 года. В поисково-спасательный переоборудовался второй опытный самолёт. Отличался отсутствием на борту отсеков и оборудования для поиска и поражения ПЛ, вместо них оборудованы места для 15 человек, в перегруз можно было взять до 29 человек. Лётный экипаж был дополнен бортовым техником и медработником (всего 6 чел.). Несмотря на успешные испытания, самолёт серийно не строился из-за отсутствия финансирования по линии МО. Единственный Бе-14 был передан для войсковой эксплуатации в 49-ю отдельную противолодочную эскадрилью ДКБФ. Был утилизирован в 90-х. |
| Бе-18 (проект)                     | Гражданская версия многоцелевой амфибии была разработана в 1963 году. Из-за отсутствия интереса со стороны МГА СССР проект развития не получил. |
| Летающие лаборатории на базе Бе-12 | Самолёт № 0601904 был переоборудован на 20-м АРЗ для отработки ГСН ракеты 3М-80 «Москит». Головная чать ракеты была смонтирована на месте РЛС «Инициатива», в экипаж дополнительно ввели трёх операторов. Ещё один самолёт в 1983 году был переоборудован для испытаний опытного тепловизора «Наблюдатель». |

## Аварии и катастрофы
| Дата             | Бортовой номер | Место катастрофы                                                          | Жертвы | Краткое описание |
| ---------------- | -------------- | ------------------------------------------------------------------------- | ------ | --- |
| 24 ноября 1961   | 12             | Украинская ССР близ Жданова                                               | 3/5    | Испытательный полет. Ошибка экипажа |
| 25 сентября 1969 | неизвестно     | Камчатская область, сопка Авачинская, восточнее Петропавловск-Камчатского | 5/5    | Экипаж выполнял бомбометание на полигоне, столкнулся с сопкой. Ошибка экипажа и служб УВД |
| 01 октября 1970  | 61             | Украинская ССР, близ озеро Донузлав                                       | 4/4    | Предположительная причина — столкновение со стаей птиц. |
| 03 июля 1971     | неизвестно     | а/д Леонидово                                                             | 1/4    | Во время руления командир, не убедившись в работоспособности управления хвостовым колесом, выполнил разворот на 180º. Самолёт столкнулся со стоявшим рядом другим Бе-12. Оба самолёта сгорели. Штурман и помощник командира корабля получили ожоги. ПКК впоследствии скончался в госпитале. |
| 20 июля 1972     | 29             | центральная часть Чёрного моря                                            | 4/5    | Самолёт носовой частью столкнулся с полузатопленным предметом, получил пробоину передней кабины которая напором поступающей воды разрушилась. Самолёт затем перевернулся. Один из членов экипажа сумел выбраться из перевернувшегося самолёта и впоследствии был подобран кораблём. |
| 09 августа 1974  | неизвестно     | Чёрное море, близ полуострова Крым                                        | 5/5    | Отказ левого двигателя из-за конструктивно-производственных недостатков во время разворота на высоте 300 м. |
| 04 сентября 1975 | 34             | Украинская ССР, Бердянск                                                  | 0/6    | После взлёта и правого разворота экипаж обнаружил заклинивание левого элерона. Самолёт вошёл в правый крен и попытки вывода из него не увенчались успехом. По спирали экипаж набрал высоту около 1500 м. Через 50-55 минут полёта было принято решение о покидании самолёта. Весь экипаж и курсант покинули борт с парашютами и благополучно приземлились. Самолёт, не выходя из крена, столкнулся с землей и взорвался. |
| 14 июня 1982     | 32             | Азовское море, 10-12 км от косы Обиточной                                 | 2/4    | Ошибка экипажа, отказ техники |
| 17 июня 1987     | 16             | Донузлав                                                                  | 0/?    | Грубая посадка на повышенной скорости. Самолёт перевернулся через правую плоскость и затонул. Было разрушено днище, после подъёма восстановлению не подлежал. Экипаж не пострадал. |
| 12 октября 2012  | 18             | Аэродром Кача на западном побережье Крыма, на ВПП                         | 3/4    | Учебно-тренировочный полёт. Отказ одного из двигателей при заходе на посадку. |

## На вооружении

### Состоит на вооружении
Россия:
- Морская авиация ВМФ РФ — 6 Бе-12ПС по состоянию на 2024 год[14].

 Украина:
- Авиация ВМС Украины — 2 Бе-12 (в нерабочем состоянии) по состоянию на 2024[15].

 Вьетнам:
- Морская авиация Вьетнама — 4 Бе-12 (текущее состояние неизвестно).

### Состоял на вооружении
СССР:
- Морская авиация ВМФ СССР — 141 (за всё время)[5].

### Гражданские операторы
Россия:
- АвиаЛесоОхрана - Владимирское ГУАП (ЦБАОЛ) — 2 Бе-12 и 1 Бе-12П-200. Все утилизированы.
- Авиакомпания САКТОАР («Тихоокеанский авиаработник»), 2 самолёта Бе-12НХ. Оба потеряны в авариях.

## Сохранившиеся экземпляры
| Тип     | Бортовой номер | Местонахождение | Изображение |
| ------- | -------------- | --- | ----------- |
| Бе-12   | 74             | Луганский авиационно-технический музей, Украина |             |
| Бе-12ПС | 32             | Памятник на территории ТАНТК им. Бериева, г. Таганрог, Россия. Установлен в честь 80-летия со дня основания Центрального конструкторского бюро морского самолетостроения 1 октября 2014 года. |             |
| Бе-12П  | RA-00041       | Таганрогский музей авиационной техники, Россия. |             |
| Бе-12   | 35             | Государственный музей авиации Украины |             |
| Бе-12   | 25             | Центральный музей Военно-воздушных сил РФ |             |
| Бе-12   | 15             | Учебный Аэродром ШМАС ВМФ г. Выборг. Утилизирован в 2014 г. |             |
| Бе-12   | 07             | Музей Мирового океана, Калининград, Россия |             |
| Бе-12Н  | 55             | Музей военно-воздушных сил Северного флота, Сафоново (Мурманская область) | фото        |
| Бе-12Н  | 15             | г. Елизово, Камчатка. Памятник авиатором 317-го отдельного смешанного авиационного полка |             |
| Бе-12   | 87             | Сквер авиаторов в п. Мирный (Донузлав), Крым |             |
| Бе-12   | 02             | в.ч. 4465, г. Николаев, ул. Аэродромная 1 (посёлок Горького, или новый водопой) |             |
| Бе-12   | 05             | в.ч. 4465, г. Николаев, ул. Аэродромная 1 (посёлок Горького, или новый водопой) |             |

## Галерея

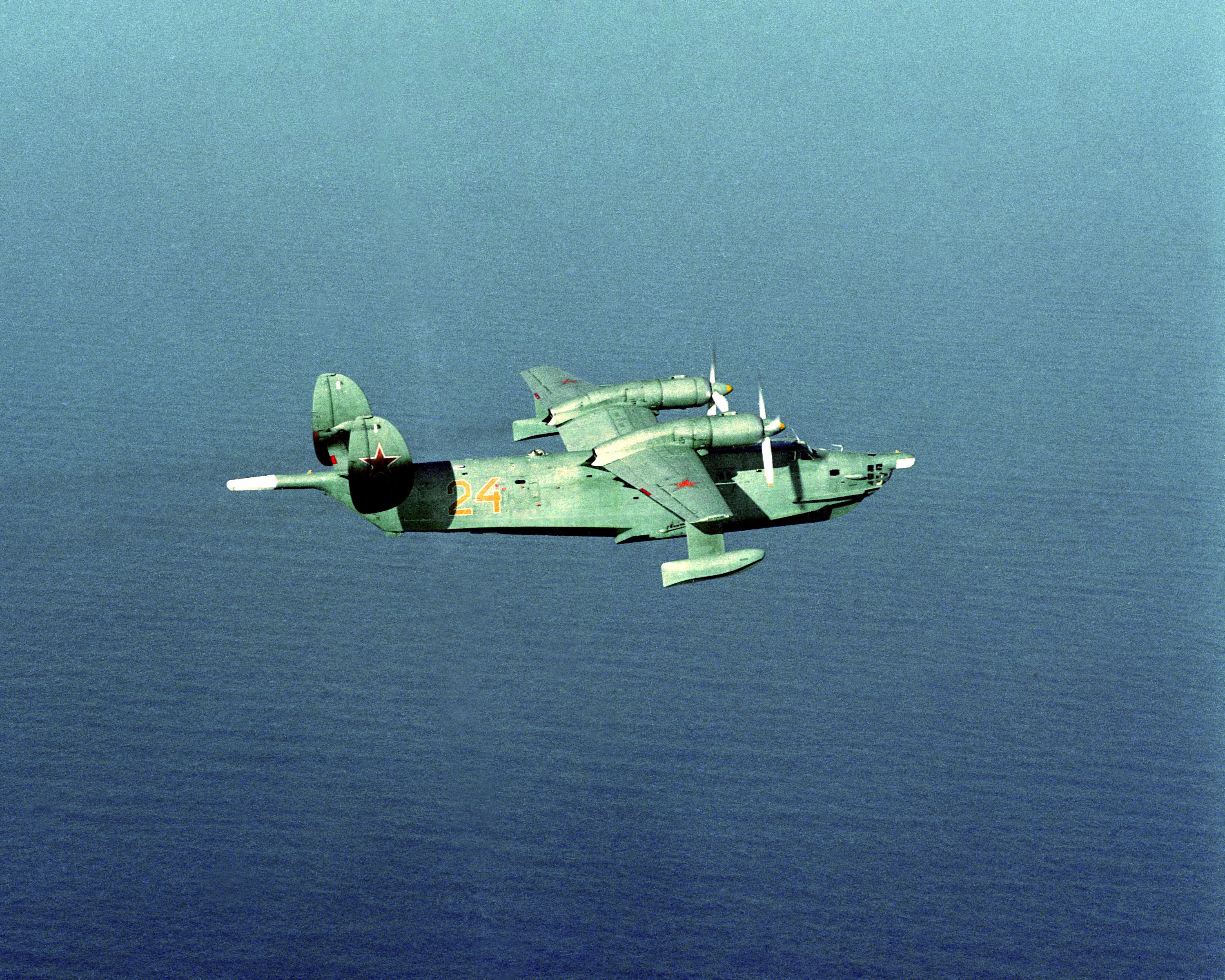
Бе-12 морской авиации ВМФ СССР, 1990 год
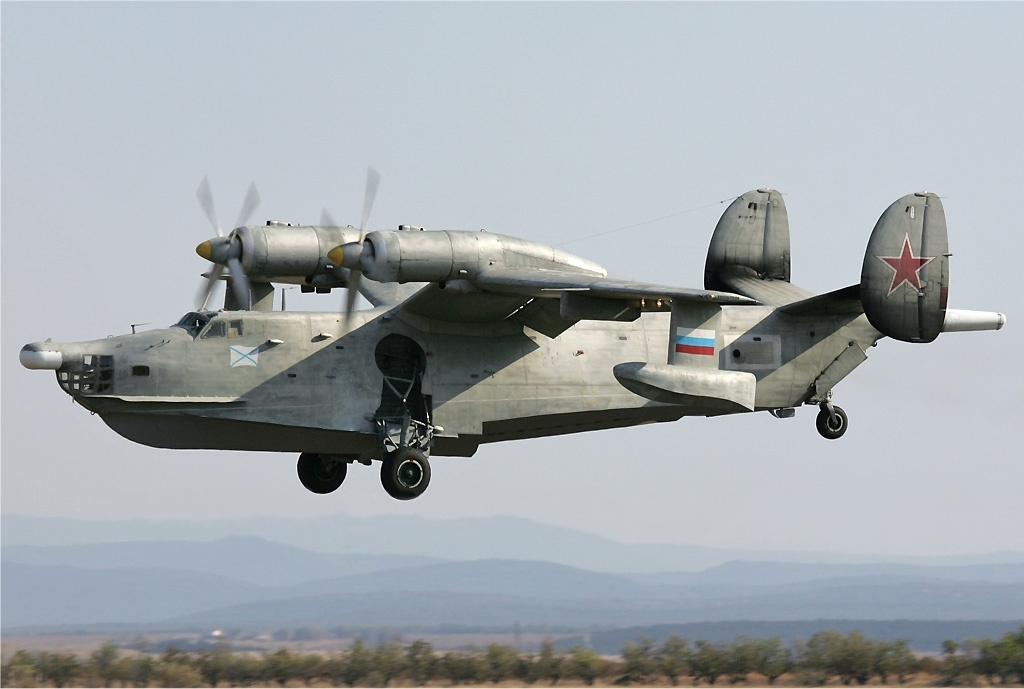
Бе-12 морской авиации ВМФ России, 2009 год
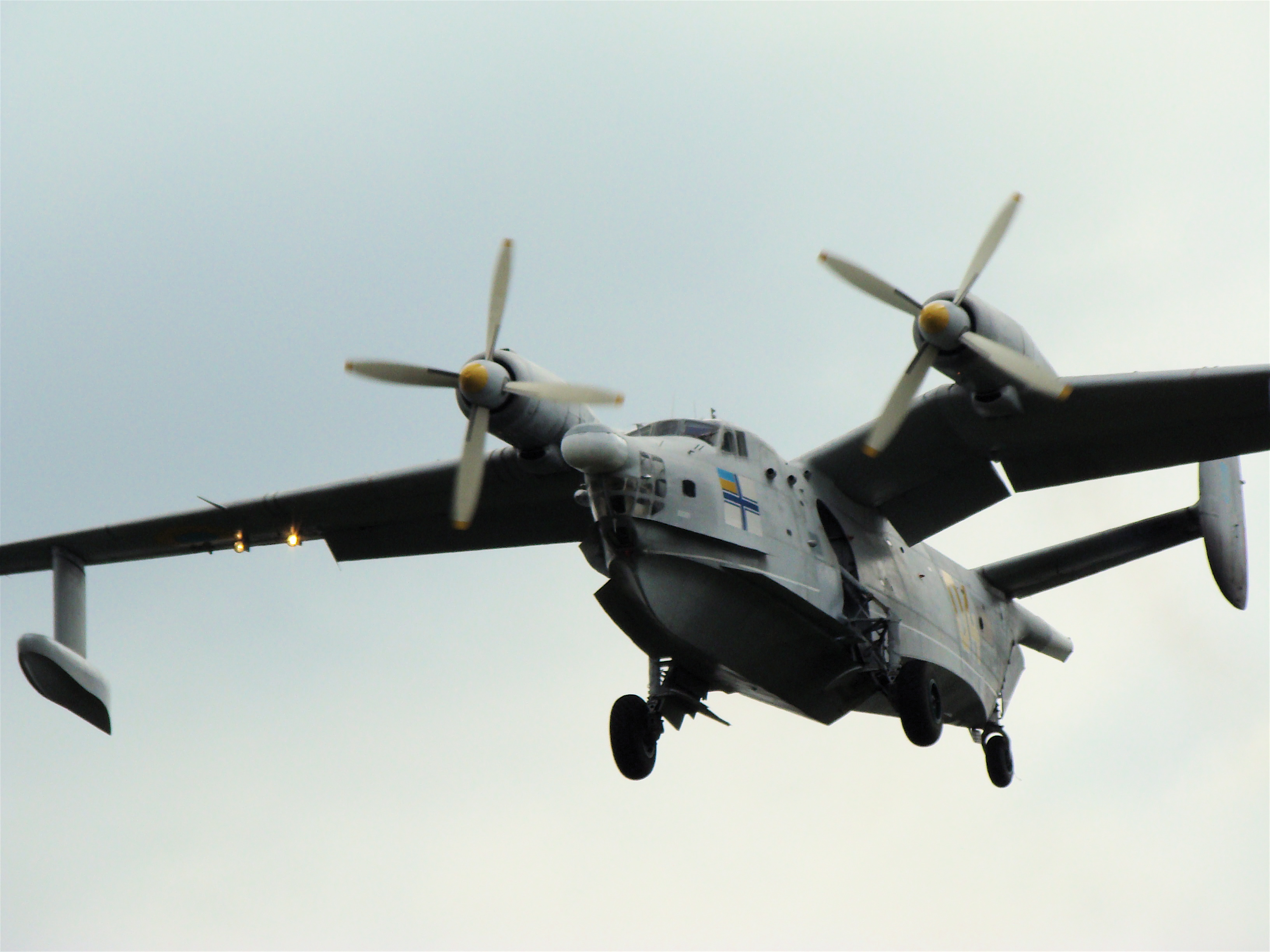
Бе-12 морской авиации ВМФ Украины, 2009 год
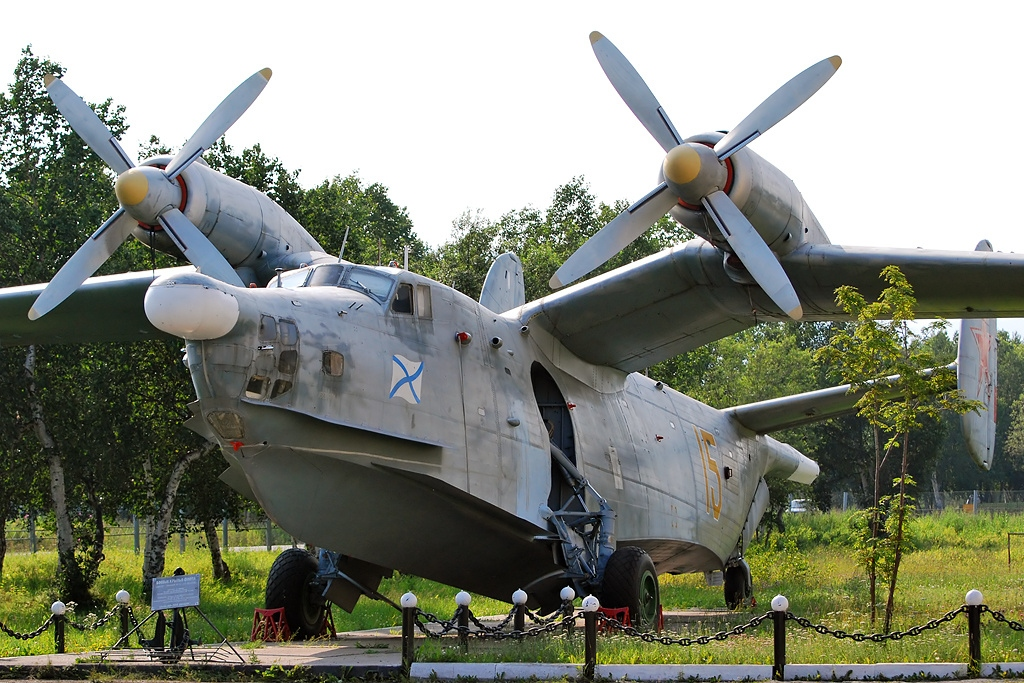
Самолёт-памятник Бе-12 на территории аэропорта Елизово